# Campo Grande (Mato Grosso del Sur)
Campo Grande es una ciudad y municipio brasileño, situado en el estado de Mato Grosso del Sur, del cual es su capital. Según el censo de 2022, tiene una población de 898 100 habitantes.
Posee una superficie de 8082.98 km².
Ciudad joven si se compara con otras cercanas, su historia fue tejida por personas de múltiples procedencias. En sus comienzos, además de los nativos, también llegaron muchos extranjeros. De ahí surge el acento característico local.
Con un comercio cada vez más pujante, Campo Grande fue transformándose en un polo mercantil y en la capital económica de Mato Grosso. Aquí se concentraron las escuelas, desde los años 1930, y posteriormente las universidades, que atrayeron a un gran número de jóvenes.
En 1979, con la división del estado de Mato Grosso y la creación del estado de Mato Grosso del Sur, la ciudad gana el estatus de capital, lo que favorece su acelerada expansión.
Hoy Campo Grande conserva algunas huellas de su pasado provincial al lado del intenso pulso que marca la vida urbana posmoderna, en una dicotomía presente desde sus orígenes, cuando José Antônio Pereira, en 1872, eligió el sitio entre los arroyos Prosa y Segredo para fundar el campamento de Santo Antônio de Campo Grande.

## Historia
El primer asentamiento llamado Arraial de Santo Antônio de Campo Grande (Villa de San Antonio de Campo Grande) —en la actual ciudad de Campo Grande— se fundó el 21 de junio de 1872, cuando José Antônio Pereira  construyó su casa en la zona. Al poco tiempo se le unieron el caboclo Juan Nepomuceno y su blanca esposa María Abranches, procedentes de Camapuá, quienes construyeron también su rancho.
A estos se les agregaron más mineros interesados en transformarse en hacendados y en construir poblados, convirtiéndose así en un caserío. El 25 de agosto de 1875 Pereira trajo a su familia desde Minas Gerais, compuesta por su esposa, María Carolina de Oliveira, sus ocho hijos y dos criados. Además los acompañaban cuatro pioneros que se sumaron para incrementar la población de la futura ciudad.
En 1879, Pereira erigió la primera capilla del pueblo bajo la advocación de san Antonio de Padua. Con el tiempo se irían asentando más familias en la localidad hasta que fuera elevada a la categoría de villa con la denominación de «Arraial de Santo Antônio de Campo Grande». La villa alcanzaría el título de ciudad el 26 de agosto de 1899 por el gobierno estatal de Mato Grosso (estado al cual perteneció hasta el 11 de octubre de 1977).
Su municipio, al igual que la región del sur del estado antes citado, se adhirió a la Revolución Constitucionalista de 1932, como primer paso para la secesión. El 11 de octubre de 1977, el sur de Mato Grosso fue finalmente separado, abarcando al municipio de Campo Grande que sería declarado capital, para constituir el 1 de enero de 1979 al nuevo estado denominado Mato Grosso del Sur.

## Geografía
El municipio de Campo Grande se localiza geográficamente en la región central de Mato Grosso del Sul, junto a la sierra de Maracayú. Se encuentra equidistante de los extremos norte, sur, este y oeste, y se sitúa a 1134 km de Brasilia. Tiene una posición estratégica, al encontrarse en la ruta obligatoria para ir a Paraguay y hacia el Pantanal. Se localiza a una latitud de 20°28′7″ Sur y a una longitud e 54°37′20″ Oeste, a una altitud de 592 metros sobre el nivel del mar. 
Campo Grande presenta una topografía plana; la formación de la Sierra General está constituida por una secuencia de derrames basálticos. Estas rocas extrusivas se encuentran asentadas sobre una formación de arenisca de origen eólico de la Formación de Botucatú, y superpuesta por arenisca de origen continental, fluvial y lacustre. El municipio presenta una altitud que varía de una mínima de 490 m a una máxima de 698 m, teniendo una altitud promedio de 592 m.

### Vegetación
Campo Grande posee un conjunto geográfico uniforme. Se localiza en la zona neotropical y pertenece a los dominios de la región fitogeográfica de sabana, conocida en el Brasil como cerrado. Su cobertura vegetal autóctona se presenta con la fisonomía de sabana arbórea densa, sabana arbórea abierta, sabana parque, y sabana gramíneo leñosa (campo limpio), además de áreas de tensión ecológica representadas por el contacto de sabana y bosque estacional, y áreas de formaciones antrópicas. Los tipos de vegetación original del municipio son:
- Cerrado: caracterizado por arbustos de troncos retorcidos y corteza gruesa, dispersos por el terreno.
- Bosques: caracterizados por el predominio de árboles altos que crecen muy cerca unos de otros.
- Campos: se caracterizan por la formación de plantas rastreras, predominando las gramíneas.

### Hidrografía
Campo Grande se localiza sobre la divisoria de las cuencas de los ríos Paraná y Paraguay. El acuífero guaraní subyace el territorio del municipio. La ciudad no tiene ríos importantes; apenas es atravesado por riachuelos y otros afluentes de pequeño porte. Hidrográficamente tiene las siguientes características:
- Cuenca: Río Paraná.
- Subcuenca: Río Pardo.
- Ríos: Anhanduí (Añanduí) y Añanduizinho (Añanduicito).
- Riachuelos: Prosa, Segredo, Sóter, Pindaré, Vendas, Botas, Burití, Lagoa, Imbirusú, Ceroula, Serradinho, Cabaça, Cascudo, Bandeira, Bálsamo, Brejinho, Poção, Formiga, Desbarrancado, Olho d'água, Cabeceira, Pedregulho, Nascente, Lageado, y Guariroba.

### Clima
El clima de Campo Grande es tropical de altitud, semihúmedo y caliente, con dos estaciones muy bien definidas: verano entre octubre y marzo, y una temporada invernal entre mayo y agosto. La precipitación media anual es de 1500 mm. La amplitud térmica es grande debido a la escasa influencia marítima.
En 2014, la sensación térmica más baja registrada fue de −1 °C (30,2 °F), y la más alta fue de 46 °C (114,8 °F).

En 2015, la sensación más baja fue de 6 °C (42,8 °F), y la más alta fue de 40 °C (104 °F).

En 2016, la sensación más baja fue de −9 °C (15,8 °F), y la más alta fue de 41 °C (105,8 °F).

En 2017, la sensación más baja fue de −11 °C (12,2 °F), y la más alta fue de 39 °C (102,2 °F).

En 2018, la sensación más baja fue de −1 °C (30,2 °F), y la más alta fue de 40 °C (104 °F).

En 2019 (hasta mayo), la sensación más alta fue de 43 °C, y la más baja fue de 8 °C (46,4 °F).
| Parámetros climáticos promedio de Campo Grande, MS, Brasil (1961–1990)   | Parámetros climáticos promedio de Campo Grande, MS, Brasil (1961–1990) | Parámetros climáticos promedio de Campo Grande, MS, Brasil (1961–1990) | Parámetros climáticos promedio de Campo Grande, MS, Brasil (1961–1990) | Parámetros climáticos promedio de Campo Grande, MS, Brasil (1961–1990) | Parámetros climáticos promedio de Campo Grande, MS, Brasil (1961–1990) | Parámetros climáticos promedio de Campo Grande, MS, Brasil (1961–1990) | Parámetros climáticos promedio de Campo Grande, MS, Brasil (1961–1990) | Parámetros climáticos promedio de Campo Grande, MS, Brasil (1961–1990) | Parámetros climáticos promedio de Campo Grande, MS, Brasil (1961–1990) | Parámetros climáticos promedio de Campo Grande, MS, Brasil (1961–1990) | Parámetros climáticos promedio de Campo Grande, MS, Brasil (1961–1990) | Parámetros climáticos promedio de Campo Grande, MS, Brasil (1961–1990) | Parámetros climáticos promedio de Campo Grande, MS, Brasil (1961–1990) |
| Mes                                                                      | Ene.                                                                   | Feb.                                                                   | Mar.                                                                   | Abr.                                                                   | May.                                                                   | Jun.                                                                   | Jul.                                                                   | Ago.                                                                   | Sep.                                                                   | Oct.                                                                   | Nov.                                                                   | Dic.                                                                   | Anual                                                                  |
| ------------------------------------------------------------------------ | ---------------------------------------------------------------------- | ---------------------------------------------------------------------- | ---------------------------------------------------------------------- | ---------------------------------------------------------------------- | ---------------------------------------------------------------------- | ---------------------------------------------------------------------- | ---------------------------------------------------------------------- | ---------------------------------------------------------------------- | ---------------------------------------------------------------------- | ---------------------------------------------------------------------- | ---------------------------------------------------------------------- | ---------------------------------------------------------------------- | ---------------------------------------------------------------------- |
| Temp. máx. abs. (°C)                                                     | 34.6                                                                   | 36.7                                                                   | 35.1                                                                   | 36.4                                                                   | 32.5                                                                   | 31.2                                                                   | 32.6                                                                   | 35.4                                                                   | 41.0                                                                   | 40.5                                                                   | 39.7                                                                   | 37.2                                                                   | 41.0                                                                   |
| Temp. máx. media (°C)                                                    | 28.6                                                                   | 30.4                                                                   | 30.2                                                                   | 29.2                                                                   | 27.1                                                                   | 26.1                                                                   | 26.7                                                                   | 29.0                                                                   | 27.5                                                                   | 30.6                                                                   | 30.4                                                                   | 29.8                                                                   | 28.8                                                                   |
| Temp. media (°C)                                                         | 24.4                                                                   | 24.4                                                                   | 24.0                                                                   | 23.1                                                                   | 20.4                                                                   | 19.1                                                                   | 19.3                                                                   | 21.8                                                                   | 22.6                                                                   | 24.1                                                                   | 24.3                                                                   | 24.3                                                                   | 22.7                                                                   |
| Temp. mín. media (°C)                                                    | 19.7                                                                   | 20.1                                                                   | 18.3                                                                   | 18.4                                                                   | 16.0                                                                   | 15.3                                                                   | 14.0                                                                   | 16.0                                                                   | 17.5                                                                   | 18.9                                                                   | 19.5                                                                   | 20.4                                                                   | 17.8                                                                   |
| Temp. mín. abs. (°C)                                                     | 12.5                                                                   | 5.1                                                                    | 9.3                                                                    | 7.5                                                                    | 2.0                                                                    | 0.6                                                                    | 2.5                                                                    | -0.9                                                                   | 2.0                                                                    | 8.8                                                                    | 6.9                                                                    | 14.8                                                                   | -0.9                                                                   |
| Precipitación total (mm)                                                 | 243.3                                                                  | 187.1                                                                  | 145.4                                                                  | 101.2                                                                  | 111.4                                                                  | 44.8                                                                   | 45.7                                                                   | 39.7                                                                   | 81.1                                                                   | 130.0                                                                  | 110.0                                                                  | 229.3                                                                  | 1469.0                                                                 |
| Días de precipitaciones (≥ 0.1 mm)                                       | 17                                                                     | 16                                                                     | 14                                                                     | 8                                                                      | 7                                                                      | 5                                                                      | 4                                                                      | 4                                                                      | 6                                                                      | 10                                                                     | 13                                                                     | 17                                                                     | 121                                                                    |
| Horas de sol                                                             | 203.1                                                                  | 180.5                                                                  | 209.8                                                                  | 218.4                                                                  | 220.1                                                                  | 217.3                                                                  | 240.0                                                                  | 223.6                                                                  | 171.6                                                                  | 221.0                                                                  | 219.8                                                                  | 201.4                                                                  | 2526.6                                                                 |
| Humedad relativa (%)                                                     | 80.8                                                                   | 80.6                                                                   | 78.0                                                                   | 77.5                                                                   | 74.8                                                                   | 72.3                                                                   | 65.9                                                                   | 59.6                                                                   | 63.2                                                                   | 67.6                                                                   | 72.5                                                                   | 80.3                                                                   | 72.8                                                                   |
| Fuente n.º 1: World Meteorological Organization, NOAA (sun and humidity) |                                                                        |                                                                        |                                                                        |                                                                        |                                                                        |                                                                        |                                                                        |                                                                        |                                                                        |                                                                        |                                                                        |                                                                        |                                                                        |
| Fuente n.º 2: Weatherbase (record highs and lows)                        |                                                                        |                                                                        |                                                                        |                                                                        |                                                                        |                                                                        |                                                                        |                                                                        |                                                                        |                                                                        |                                                                        |                                                                        |                                                                        |

## Turismo
Campo Grande, la mayor ciudad de Mato Grosso del Sur, posee todas las facilidades y comodidades de una ciudad moderna.
Durante el período de la pandemia originada por el COVID-19, resultó afectado fuertemente el flujo de personas que llegaron a Campo Grande. En el caso del aeropuerto, el número de pasajeros tuvo una baja del 33% de 2019 a 2021.

## Economía
Las principales actividades económicas son la ganadería, el comercio y la industria de alimentos. La ciudad también se destaca por el sector de servicios. El Aeropuerto Internacional de Campo Grande es la principal entrada para los turistas que desean visitar Bonito y el Pantanal.
Campo Grande es el polo económico más importante de Mato Grosso del Sul. Su recaudación del impuesto sobre circulación de mercaderías y servicios en el estado es de 59,83%. La población económicamente activa del municipio totaliza 333 597 personas (189 202 hombres y 144 396 mujeres) y su potencial de consumo es de 0,58% (est. 2006). En general, la mayor parte de la mano de obra activa del municipio la absorbe el sector terciario, esto es, el comercio de mercaderías y la prestación de servicios. La construcción civil también desempeña un papel fundamental en la economía local.
Campo Grande experimentó un pico de desarrollo en la década de 1980, siendo el polo atractivo de empleos.

### Evolución histórica
| PIB del municipio de Campo Grande y Riqueza promedio por cada habitante (PIB per Cápita) | PIB del municipio de Campo Grande y Riqueza promedio por cada habitante (PIB per Cápita) | PIB del municipio de Campo Grande y Riqueza promedio por cada habitante (PIB per Cápita) |
| Año                                                                                      | PIB (en Dólares)                                                                         | PIB per Cápita del municipio (en Dólares)                                                |
| ---------------------------------------------------------------------------------------- | ---------------------------------------------------------------------------------------- | ---------------------------------------------------------------------------------------- |
| 1999                                                                                     | US$ 1 863 millones                                                                       | US$ 2 868 dólares                                                                        |
| 2000                                                                                     | US$ 2 042 millones                                                                       | US$ 3 078 dólares                                                                        |
| 2001                                                                                     | US$ 1 727 millones                                                                       | US$ 2 555 dólares                                                                        |
| 2002                                                                                     | US$ 1 670 millones                                                                       | US$ 2 427 dólares                                                                        |
| 2003                                                                                     | US$ 1 930 millones                                                                       | US$ 2 755 dólares                                                                        |
| 2004                                                                                     | US$ 2 288 millones                                                                       | US$ 3 209 dólares                                                                        |
| 2005                                                                                     | US$ 3 034 millones                                                                       | US$ 4 183 dólares                                                                        |
| 2006                                                                                     | US$ 3 922 millones                                                                       | US$ 5 317 dólares                                                                        |
| 2007                                                                                     | US$ 4 926 millones                                                                       | US$ 6 568 dólares                                                                        |
| 2008                                                                                     | US$ 6 091 millones                                                                       | US$ 7 989 dólares                                                                        |
| 2009                                                                                     | US$ 6 382 millones                                                                       | US$ 8 237 dólares                                                                        |
| 2010                                                                                     | US$ 8 576 millones                                                                       | US$ 10 895 dólares                                                                       |
| 2011                                                                                     | US$ 10 524 millones                                                                      | US$ 13 216 dólares                                                                       |
| 2012                                                                                     | US$ 9 804 millones                                                                       | US$ 12 173 dólares                                                                       |
| 2013                                                                                     | US$ 9 610 millones                                                                       | US$ 11 546 dólares                                                                       |
| 2014                                                                                     | US$ 10 124 millones                                                                      | US$ 12 009 dólares                                                                       |
| 2015                                                                                     | US$ 7 265 millones                                                                       | US$ 8 511 dólares                                                                        |
| 2016                                                                                     | US$ 7 289 millones                                                                       | US$ 8 437 dólares                                                                        |
| 2017                                                                                     |                                                                                          |                                                                                          |
| 2018                                                                                     |                                                                                          |                                                                                          |
| Nota: Las cifras están expresadas en dólares estadounidenses.                            |                                                                                          |                                                                                          |